# Carpinus tientaiensis
Carpinus tientaiensis är en björkväxtart som beskrevs av Wan Chun Cheng. Carpinus tientaiensis ingår i släktet avenbokar, och familjen björkväxter. Inga underarter finns listade.